# فی‌فی دابسن
فی‌فی دابسن (انگلیسی: Fefe Dobson؛ زادهٔ ۲۸ فوریهٔ ۱۹۸۵) یک خواننده، ترانه‌سرا و هنرپیشه اهل کانادا است. وی از سال ۲۰۰۳ میلادی تاکنون مشغول فعالیت بوده‌است.
از فیلم‌ها یا مجموعه‌های تلویزیونی که وی در آن‌ها نقش داشته است می‌توان به تمام این‌ها اشاره نمود.